# Christina Lindbergs orkester
Christina Lindbergs orkester var ett dansband i Helsingborg i Sverige , med Christina Lindberg som sångerska. Bandet startades 1990  och upplöstes 1995 och ur det bildades bland annat Stensons . Bandet hade flera hitlåtar på Svensktoppen och turnerade på flera platser i Norden samt medverkade i radio och TV .

## Medlemmar
- Christina Lindberg - sång
- Calle Stenson - gitarr, saxofon
- Tommy Kjellqvist - gitarr, sång
- Roger Olsson  - keyboards, dragspel, sång
- Pär Hogland - bas
- Niclas Lindström - trummor

## Diskografi

### Album
- Vid flodens strand - 1991
- Gyllene år - 1992
- Vind och vågor - 1993
- På begäran - 1995
- Dig ska jag älska - 1995

### Singlar
- En dag i veckan (One Night a Week Lovers) - 1990
- Om du vet/Du får tro vad du vill (Don't Tell Me what to Do) - 1991
- Om du vet/Du får tro vad du vill (Don't Tell Me what to Do)/Skogvaktarens Lisa - 1991
- Gyllene år/I skymningen (Banks of the Ohio)/Sommarkänslor - 1992
- Vind och vågor/Ta och ändra dej (You Gotta Get Serious)/En sorgsen sång (A Sad, Sad Song) - 1993
- Sången till livet/Lika blå som då (Sweet Sixteen) - 1994

## Melodier på Svensktoppen
- Vid flodens strand - 1991
- Cheerio - 1992
- Gyllene år - 1992
- Billie Joe - 1993
- Vind och vågor - 1993
- Ett litet hus intill vägen - 1993
- Under eken - 1994
- Sången till livet - 1994

### Fotnoter
1. ↑  Svenska dansband - Christina Lindbergs (1993)
2. ↑  Helsingborgs dagblad 29 maj 2006 - Mitt fotoalbum Arkiverad 30 oktober 2008 hämtat från the Wayback Machine.
3. ↑  Dansbandsbloggen 21 september 2008 - Stensons är det nya mogna Arkiverad 10 december 2008 hämtat från the Wayback Machine.
4. ↑  Dansbandsdax - Stensons